# پی ارابه‌ران
پی ارابه‌ران یک ستاره است که در صورت فلکی ارابه‌ران قرار دارد.